# Baie de Kaydak
La baie de Kaydak, en russe Залив Кайдак, est une baie du Kazakhstan située dans le nord-est de la mer Caspienne. Cette baie s'est formée dans les années 1990 par la hausse du niveau de la mer Caspienne dont les eaux ont inondé des régions marécageuses à l'est de la péninsule de Bouzatchi ; elle communique avec le reste de la mer Caspienne par le Kultuk mort, lui aussi constitué de marais inondés.

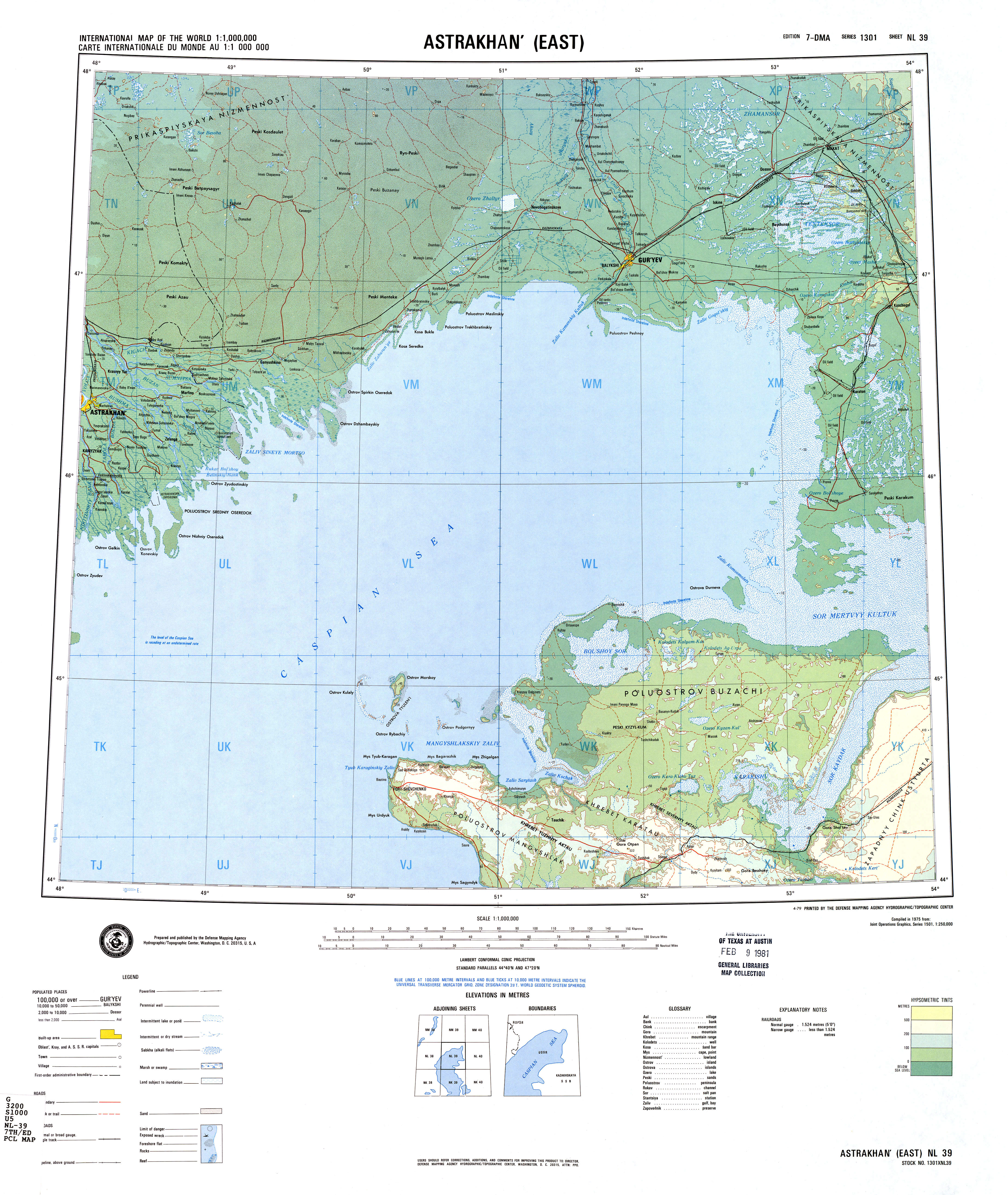
Carte américaine de 1975 du nord-est de la mer Caspienne montrant sur la droite des régions marécageuses aujourd'hui inondées et formant la baie de Kaydak légendée « Sor Kaydak ».